# Mikael Löfgren
Erik Mikael Löfgren (Torsby (o Sunne), 2 settembre 1969) è un allenatore di biathlon ed ex biatleta svedese, vincitore di medaglie olimpiche e di una Coppa del Mondo.

## Biografia

### Carriera sciistica
In Coppa del Mondo ottenne il primo risultato di rilievo il 14 marzo 1987 a Lillehammer (43°) e il primo podio nel 1992 a Novosibirsk (3°). Nella stagione 1992-1993 si aggiudicò la coppa di cristallo.
In carriera prese parte a quattro edizioni dei Giochi olimpici invernali, Calgary 1988 (22° nella sprint, 51° nell'individuale, 7° nella staffetta), Albertville 1992 (20° nella sprint, 3° nell'individuale, 3° nella staffetta), Lillehammer 1994 (11° nella staffetta) e Nagano 1998 (25° nella sprint, 20° nell'individuale, 10° nella staffetta) e a sette dei Campionati mondiali (4° nell'individuale a Lahti 1991 il miglior risultato).

### Carriera da allenatore
Dopo il ritiro, dal 2000 Löfgren lavorò come allenatore presso l'Accademia nazionale degli sport di Torsby e nei quadri della nazionale svedese, per poi divenire nel 2006 allenatore dei biatleti della nazionale statunitense. In seguito passò alla nazionale norvegese.

## Palmarès

### Olimpiadi
- 2 medaglie
  - 2 bronzi (individuale[3], staffetta ad Albertville 1992)

### Coppa del Mondo
- Vincitore della Coppa del Mondo nel 1993
- 3 podi (tutti individuali[1]), oltre a quello conquistato in sede olimpica e valido anche ai fini della Coppa del Mondo:
  - 2 secondi posti
  - 1 terzo posto